# 奈良奥山ドライブウェイ
奈良奥山ドライブウェイ（ならおくやまドライブウェイ）は、奈良交通グループの新若草山自動車道株式会社（しんわかくさやまじとうしゃどう）が経営する、奈良県奈良市内にある自動車道である。

## 概要
奈良市東部にある、若草山・春日山・高円山の山中を走る有料ドライブウェイ。柳生街道と交差する。1955年10月22日供用開始。1960年11月全通。若草山側は新若草山自動車道(自動車道ナンバリングD2a)・高円山側は高円山ドライブウェイ(自動車道ナンバリングD2b)とも呼ばれる。高円山ドライブウェイ部分は、かつて「万葉ドライブウェイ」と呼ばれていた時期もあった。また、若草山山頂に近い鎌研交番所の検札所から、地獄谷石仏群に近い芳山交番所までの春日山A周路（春日奥山道路）は、奈良県の所有する奈良県立都市公園条例に基づく有料道路であり、自動車道ではなく歩行者などが通行することがある。この部分の通行料金（正式には「使用料」という）は、新若草山自動車道が新若草山自動車道部分と高円山ドライブウェイ部分の料金と共に徴収する。自動車道ナンバリングも奈良奥山コースには設定されていない。

## 路線状況
多くは2車線の舗装道路となっているが、特別天然記念物かつ世界遺産古都奈良の文化財の構成資産である春日山原始林部分の春日山A周路は、北から南への幅員が狭い一方通行の道路で、ごく一部を除き平らな未舗装道路となっている。その部分を除いては歩行者や自転車は通行することができない。春日山A周路部分は奈良公園から春日山遊歩道を登って歩行者や自転車の通行が可能となっており、休日などはハイカーが多いため通行には注意が必要である。
通行コースは、次のように3区間に分かれており、それぞれ通行料金や出入口が異なる。
1. 北側から入り、若草山山頂付近の鎌研交番所の検札所まで折り返す新若草山コース（7.4 km）
2. 北側から入り、春日山A周路を通過して南側まで全線を通り抜ける奈良奥山コース（13.0 km）
3. 南側から入り、地獄谷石仏群付近の芳山交番所の検札所まで折り返す高円山コース（10.6 km）

全線にわたり見所が多く、駐車スペースもそれぞれの見所への入口の路側などにほぼ完備されている。料金所で見所を明記したパンフレットを配布している。
若草山へ行く新若草山コースは、若草山から古都・奈良の街並みと春の桜並木を見るドライブコースとして人気がある。高円山コースは、春日山石窟群の石仏を楽しめるコースとなっている。

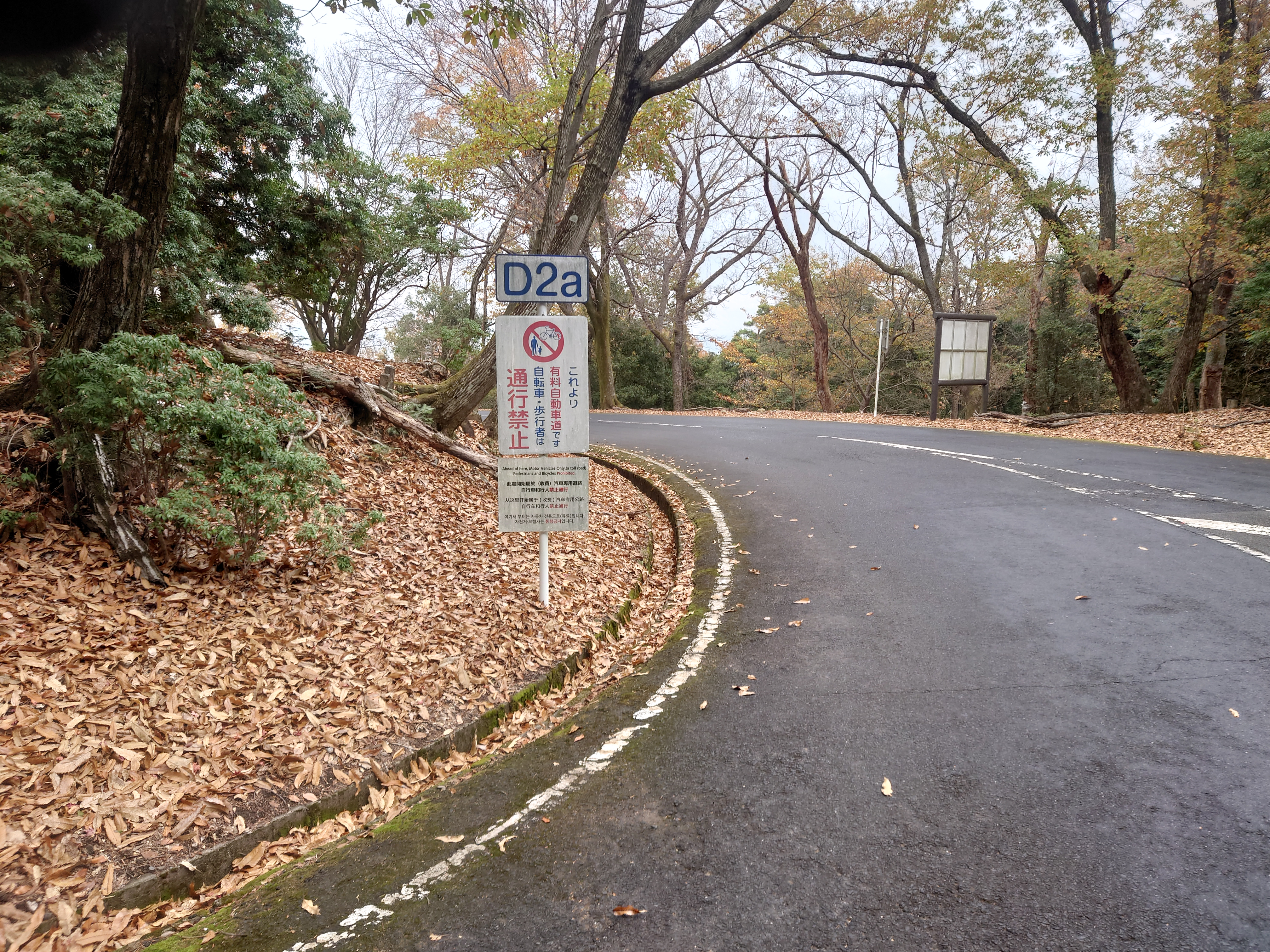
奈良奥山ドライブウェイ　新若草山コースの終点
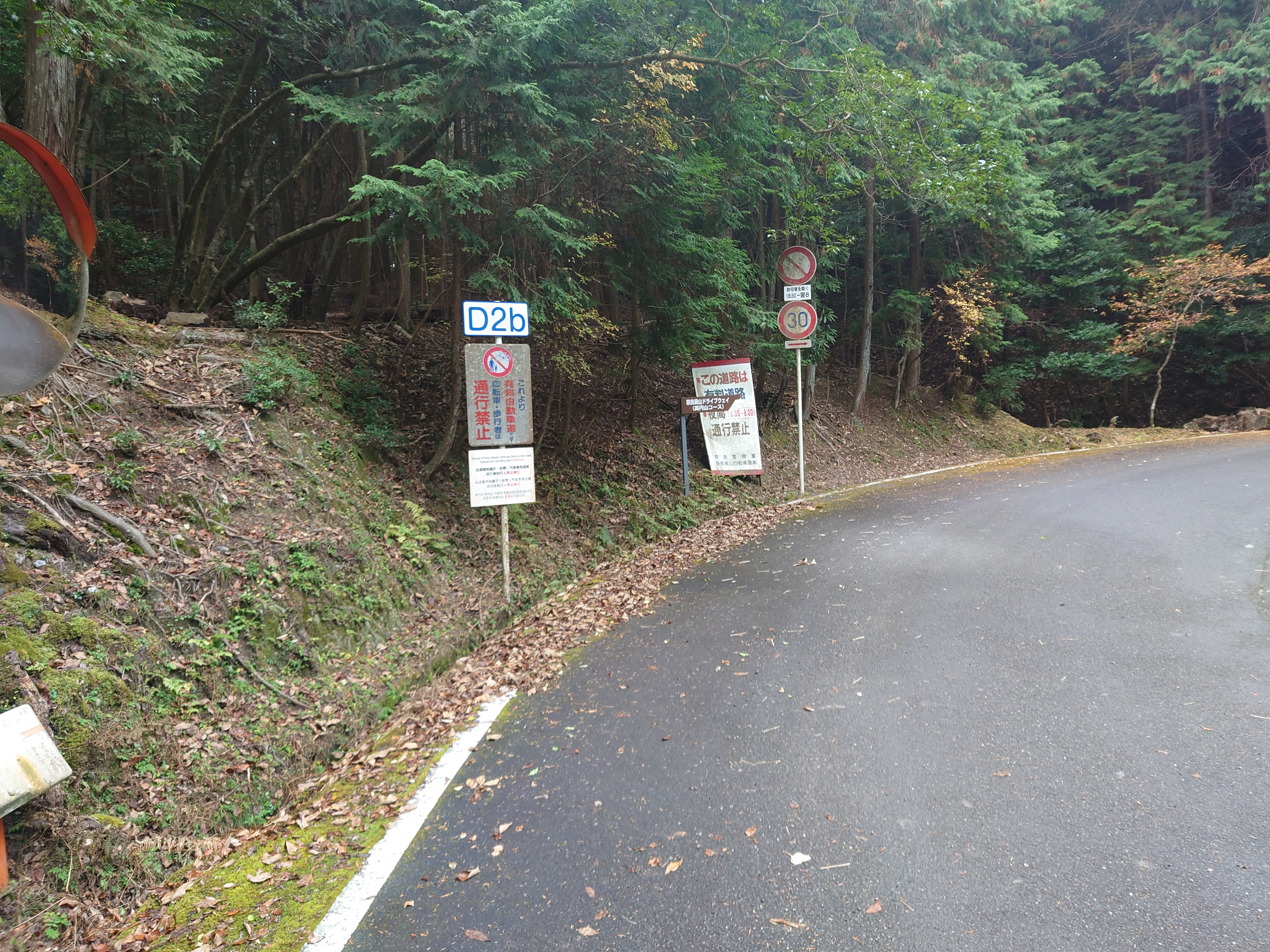
奈良奥山ドライブウェイ 高円山コースの終点

## 通行料金
令和6年12月1日料金改定（税込）。
料金所は正倉院裏側の北側と高円山麓の南側の2箇所ある。
| コース                 | 二輪車 | 軽自動車 | 小型自動車 | 普通自動車 | マイクロバス | 大型車  |
| ---------------------- | ------ | -------- | ---------- | ---------- | ------------ | ------- |
| 新若草山コース（往復） | 500円  | 700円    | 700円      | 700円      | 1,500円      | 2,500円 |
| 奈良奥山コース（片道） | 950円  | 1,600円  | 2,010円    | 2,110円    | 4,430円      | 5,830円 |
| 高円山コース（往復）   | 550円  | 800円    | 800円      | 800円      | 1,800円      | 2,900円 |

春日山原始林部分を通過する春日奥山道路を含む奈良奥山コース全線を通行すると、普通自動車で2,110円の通行料がかかり、距離のわりに通行料金が高いことでも知られている。距離に大差がない高円山コースだと800円で済む。これは、奈良県の所有する春日奥山道路の「使用料」が別建てでかかる事が要因である。春日奥山道路の「使用料」を敢えて高くすることで特別天然記念物かつ世界遺産である地域を通過する自動車の総量を抑制しているためである。なお、営業時間は、新若草山コースが8:00 - 23:00(12月1日 - 3月15日の間は 8:00 - 22:00)、奈良奥山コースが9:00 - 17:00、高円山コースが8:00 - 18:30であるが、新若草山コースについては、営業時間内の入場車に限り、営業時間外の退場が可能である。
なお、春日奥山道路の使用料は、自動二輪車及び原動機付自動車で200円、軽乗用車で500円、小型自動車で910円、普通自動車で1,010円、乗合型自動車で1,930円（定期利用でない場合）であるが、上記の「奈良奥山コース」の通行料金は春日奥山道路の使用料を含んだ料金である。
三笠山には宿泊施設の「万葉若草の宿三笠」（1956年10月開業。近鉄グループ）と「アンドホテル」（1964年9月開業のホテル平城を買収）があり、当該施設の利用車については、入口料金所でその旨申し出たうえ、当該施設において通行券を受領し、出口料金所で提示した場合のみ無料通行が可能となる。